# IC 1396
IC 1396 est une nébuleuse en émission et une région de formation stellaire, située à environ 3 000 années-lumière de la Terre dans la constellation de Céphée. Elle a été découverte par l'astronome américain Edward Barnard en 1893.

## Caractéristiques
IC 1396 est une nébuleuse remarquable de par ses dimensions apparentes dans le ciel terrestre (170' x 140'), comparables à quatre fois celles de la pleine lune. Sa taille réelle dans l'espace est au moins supérieure à cent années-lumière. À proximité, se trouve l'étoile Grenat (μ Cep), une supergéante rouge en fin de vie.

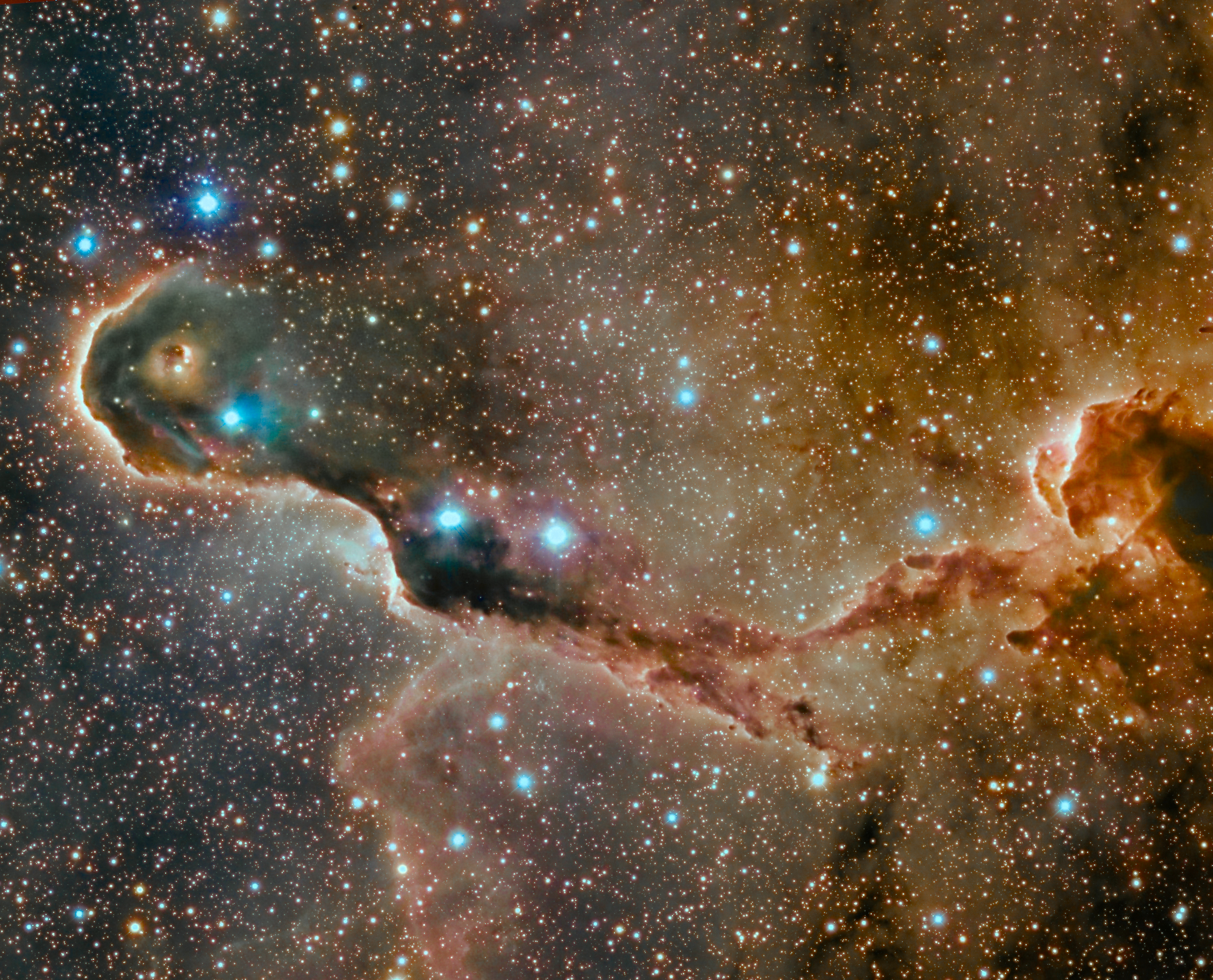
Image de la nébuleuse de la trompe de l'éléphant dans IC 1396.

La nébuleuse est parsemée de nuages de gaz et de poussière sombres et froids. L'un d'eux, connu sous le nom de « Nébuleuse de la trompe de l'éléphant », s'étire sur environ 20 années-lumière et abrite en son sommet deux jeunes étoiles (LkHa 349 et LkHa 349c) qui y ont dégagé une petite cavité. On pense que l'une de ces étoiles pourrait abriter un système planétaire à devenir. Le nuage renferme également plusieurs protoétoiles en cours de formation. 
La forme particulière de la nébuleuse de la trompe de l'éléphant résulte de son interaction avec son environnement proche, échauffé et soufflé par les vents stellaires. 
Le centre d'IC 1396 présente une large cavité, pauvre en gaz et en poussière, creusée par le rayonnement d'étoiles massives. Cette région ionisé par le système stellaire binaire HD 206267 abrite, selon une étude publiée en 2024, une soixantaine d'astres candidats au titre de naine brune. 

## Galerie

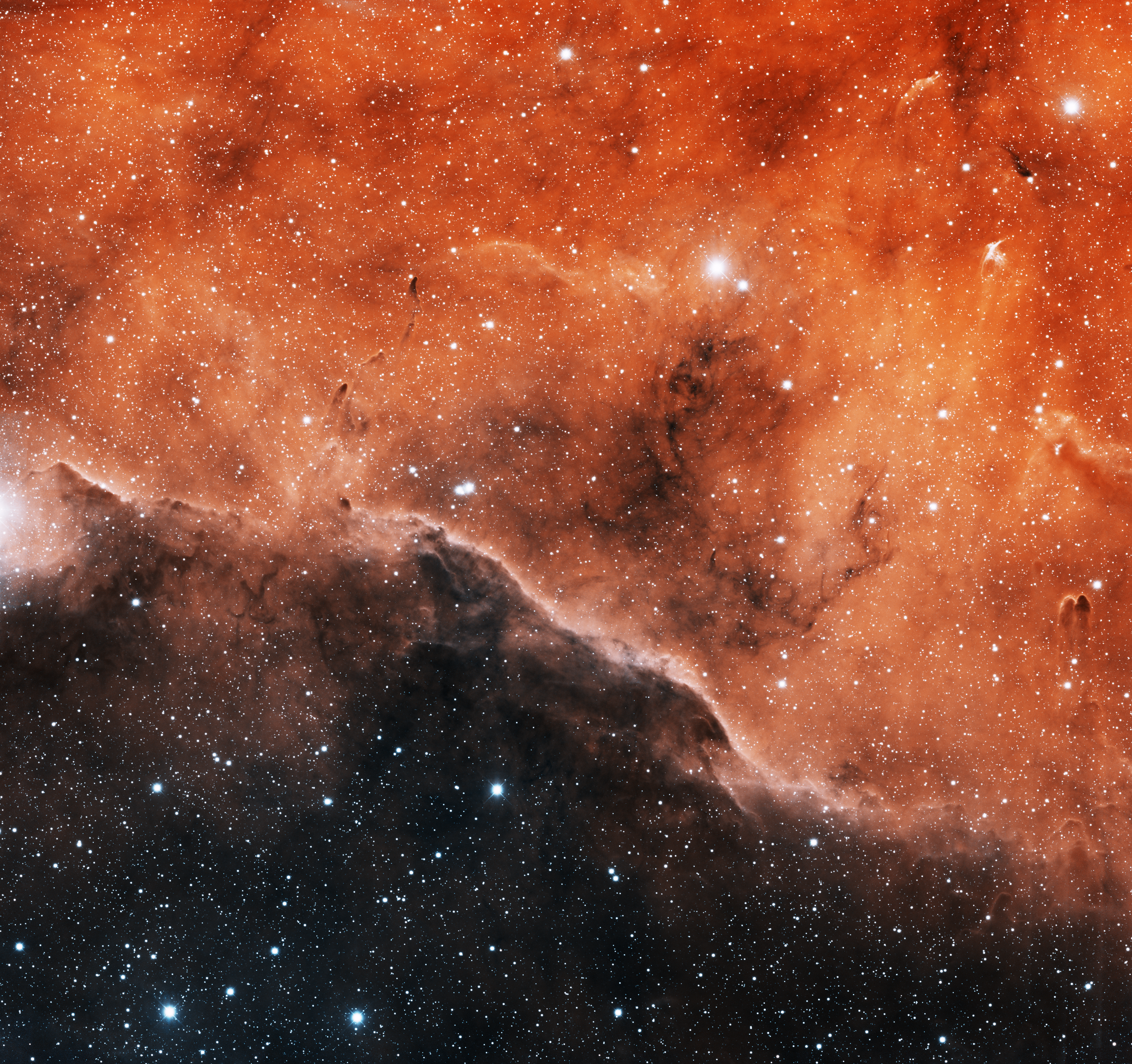
Détail d'IC 1396 (région nord-est) par le NOAO.
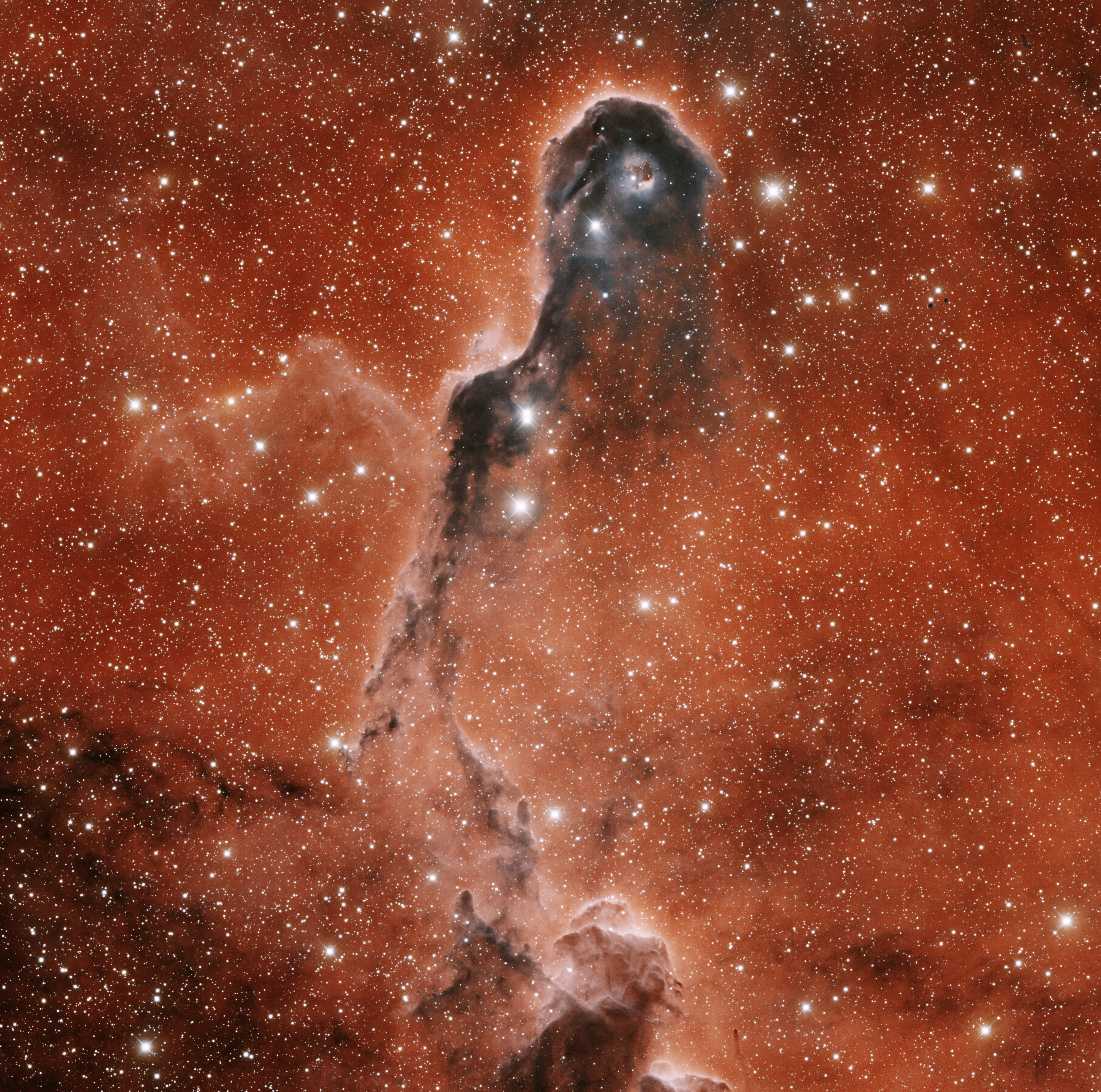
Nébuleuse de la trompe de l'éléphant (NOAO).
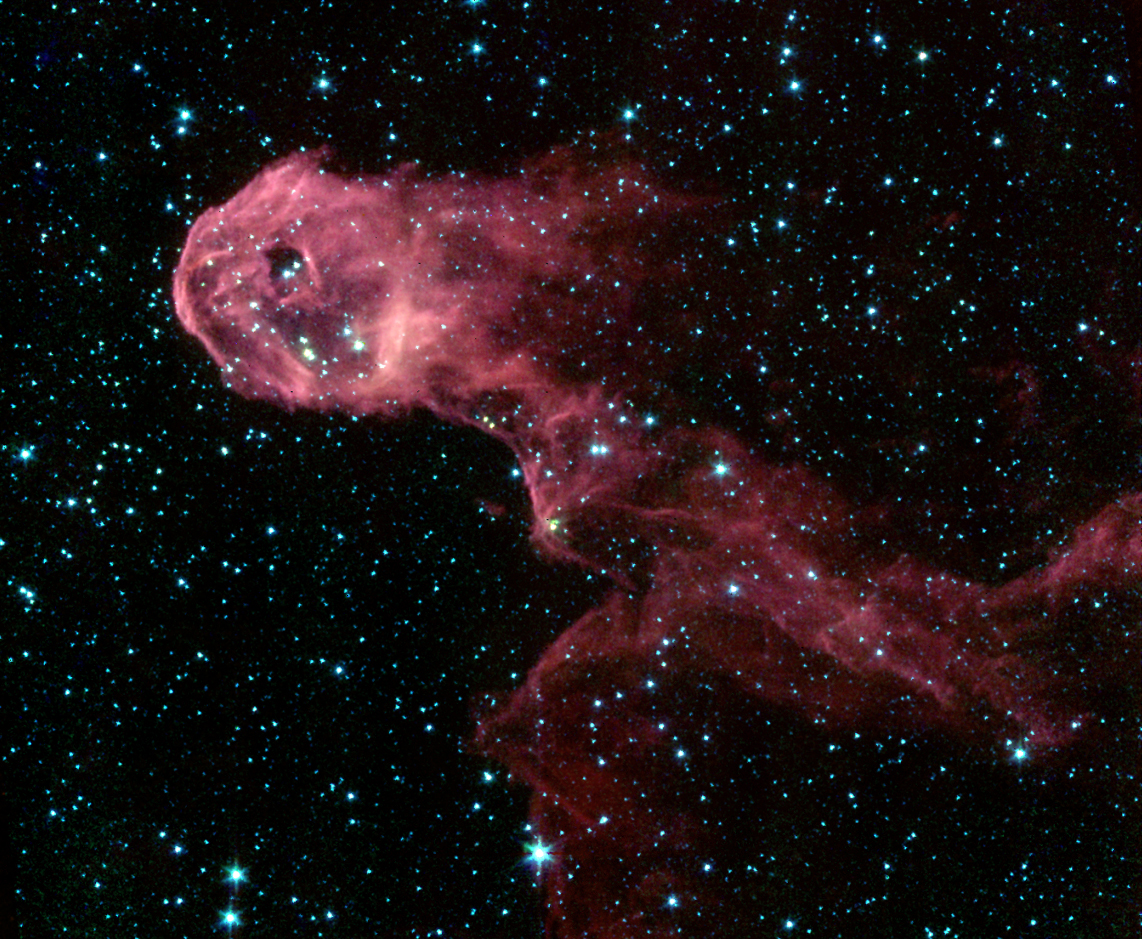
Nébuleuse de la trompe de l'éléphant imagée en infrarouge (Spitzer).
Large vue d'une portion de la nébuleuse.